# Hippolyte Langlois
Pour les articles homonymes, voir Langlois.
Hippolyte Langlois, né à Besançon 3 août 1839 et mort à Paris (à l'Hôpital du Val-de-Grâce) le 12 février 1912, est un général français, sénateur et membre de l'Académie française.

## Biographie
Fils d'avocat de Besançon, il fait ses études à l'École polytechnique où il entre en 1856. Admis dans l'artillerie comme sous-lieutenant élève en 1858, il suit ensuite l'enseignement de l'École de cavalerie de Saumur avant d'être admis à la Garde impériale en janvier 1864 en tant que lieutenant.  Il est ensuite fait capitaine en décembre 1866, quittant la Garde impériale pour le 19e régiment d'artillerie à cheval tout en étant adjoint à la manufacture d'armes de Saint-Étienne puis en 1867 instructeur d'équitation et de conduite des voitures. Il participe à la guerre de 1870 au sein de l'Armée de Metz au 17e régiment d'artillerie à cheval avec laquelle il est fait prisonnier jusqu'en juin 1871. Chef d'escadron en 1878 au 13e régiment d'artillerie, il est nommé lieutenant-colonel en 1884. Il devient l'année suivante professeur de tactique d'artillerie à l'École supérieure de guerre.
Colonel depuis le 21 octobre 1888, il exerce les fonctions de chef de corps du 4e régiment d'artillerie de 1891 à 1894. Promu général de brigade le 9 octobre 1894, il commande l'artillerie du 13e corps d'armée, puis la 17e brigade d'infanterie et les subdivisions d'Auxerre et Montargis en 1895.
Élevé au rang de général de division le 8 novembre 1898, il dirige l'École supérieure de guerre de 1898 à 1901 et siège comme membre du comité technique d'état-major. Après avoir été à la tête du 20e corps d'armée à Nancy de 1901 à 1903, il conclut sa carrière comme membre du Conseil supérieur de la guerre. Il prend sa retraite en 1904 et commence à rédiger des traités d'histoire militaire tout en écrivant dans Le Temps ce qui lui vaut son entrée à l'Académie française le 9 février 1911.
Le général Langlois est l'un des maîtres d'œuvre de la conception du canon de 75.
Il est élu sénateur de Meurthe-et-Moselle le 27 mai 1906, après la mort d'Henri Marquis, avec le soutien des républicains opportunistes et des conservateurs libéraux. Il ne se place pas directement sous une couleur politique mais s'inscrit à la Gauche républicaine. Il intervient en 1909 sur une proposition de loi sur la constitution des cadres et des effectifs de l'artillerie et sur la proposition de la réorganisation des conseils de guerre. Il prône la même année un contre-projet pour la constitution de batteries de six pièces mais sans qu'il ne soit adopté.
Il dirige la publication de la Revue Militaire générale

## Famille
Il est l'oncle de la romancière Jeanne Schultz (1862-1910) et le père de Jacques Langlois (1874-1934), polytechnicien et général français, gouverneur militaire de Metz.

## Distinctions
- Grand officier de la Légion d'honneur (1903)
  -  Commandeur de la Légion d'honneur (1900)
  -  Officier de la Légion d'honneur (1890)
  -  Chevalier de la Légion d'honneur (1875)
- Officier d'académie (31 décembre 1889)

### Rues
- Rue du Général Langlois à Frouard
- Rue du Général Langlois, quartier de la Muette à Paris

## Ouvrages
Il doit son entrée à l'Académie à la publication de diverses études de théorie militaire concernant l'emploi de l'artillerie et la tactique en campagne, dont les plus notables sont :
- L'Artillerie de campagne en relation avec les autres armes, 3 vol., 1892
- Manœuvres d’un détachement de toutes armes avec feux réels, 1897
- Conséquences tactiques des progrès de l’armement, étude sur le terrain, 1903 Texte en ligne
- Enseignement de deux guerres récentes : la guerre turco-russe et la guerre anglo-boer, 1903
- Questions de défense nationale, 1906 Texte en ligne
- Quelques questions d'actualité, 1909
- L’Armée anglaise dans un conflit européen, 1910

## Sources
- « Hippolyte Langlois », dans le Dictionnaire des parlementaires français (1889-1940), sous la direction de Jean Jolly, PUF, 1960 [détail de l’édition]
- Jean El Gammal, François Roth et Jean-Claude Delbreil, Dictionnaire des Parlementaires lorrains de la Troisième République, Serpenoise, 2006 (ISBN 2-87692-620-2 et 978-2-87692-620-2, OCLC 85885906, lire en ligne), p. 161